# Norrköpings glada änka eller Grefve Danilo o. Hanna Glavari i föryngrad upplaga
Norrköpings glada änka eller Grefve Danilo o. Hanna Glavari i föryngrad upplaga är en svensk kortfilm från 1907, producerad av Erik Montgomery.
Filmen är en filmad sekvens av Harald Leipzigers pjäs Glada änkan i andra giftet då den sattes upp på Folkan i Norrköping hösten 1907. Filmen skildrar ett av pjäsens dansnummer och hade premiär den 28 oktober 1907 på biografen London i Norrköping. Stockholmspremiären ägde rum 6 februari 1908 på Söders biograf.